# Rudolf Sack
Rudolf Sack – niemiecki strzelec, medalista mistrzostw świata i mistrzostw Europy.
Był związany z Düsseldorfem. 
Podczas swojej kariery Rudolf Sack przynajmniej czterokrotnie zdobył medale na mistrzostwach świata w strzelaniu do rzutków. Na turnieju w 1935 roku został indywidualnym mistrzem świata w trapie, ponadto stał na podium drużynowych zawodów w latach 1929, 1934 i 1937. 
W 1929 roku został indywidualnym mistrzem Europy w trapie. Zawody te nie są jednak uważane za oficjalne przez Międzynarodową Federację Strzelectwa Sportowego. Sack ma jednak w swoim dorobku medal oficjalnych mistrzostw kontynentu – zdobył indywidualnie brąz na zawodach w 1956 roku. Lepsi od niego okazali się wyłącznie dwaj Libańczycy: Maurice Tabet i Aref Diab.

## Wyniki

### Medale mistrzostw świata
Opracowano na podstawie materiałów źródłowych:
| Mistrzostwa    | Konkurencja     | Wynik                             | Miejsce |
| -------------- | --------------- | --------------------------------- | ------- |
| Sztokholm 1929 | Trap, drużynowo | 737 pkt. (druż.)                  |         |
| Budapeszt 1934 | Trap, drużynowo | 1060 pkt. (druż.) 250 pkt. (ind.) |         |
| Bruksela 1935  | Trap            | 281 pkt.                          |         |
| Helsinki 1937  | Trap, drużynowo | 1121 pkt. (druż.)                 |         |

### Medale mistrzostw Europy
Opracowano na podstawie materiału źródłowego:
| Mistrzostwa        | Konkurencja | Wynik | Miejsce |
| ------------------ | ----------- | ----- | ------- |
| San Sebastián 1956 | Trap        | ?     |         |